# Даръдерско македонско благотворително братство
Даръдерското македонско благотворително братство „Вич“ е организация на бежанците от областта Македония, установили се в Даръдере.

## История
На 2 август 1925 година на общо заседание на братството е избрано настоятелство в състав Тодор Хаджиев (председател), Георги Наков (подпредседател), Владимир Благоев (секретар), Нандо Манолов (касиер), а в контролната комисия влизат Георги Калиманов и Христо Василинов.